# Гендерно-нейтральный язык

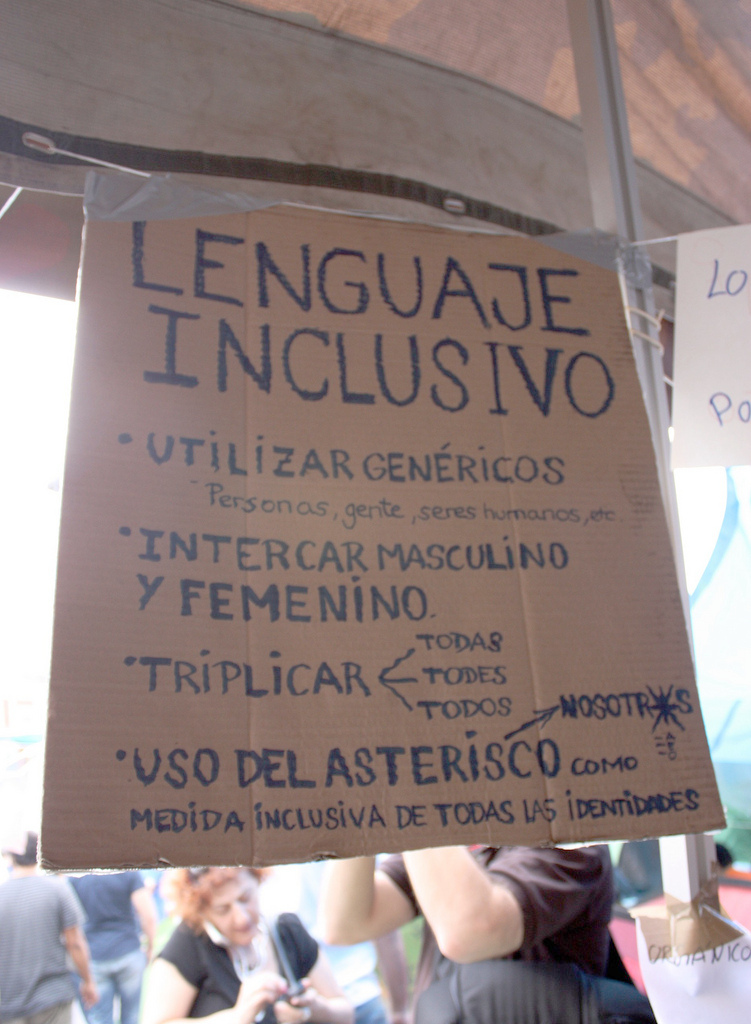
Объявление, объясняющее правила использования гендерно-нейтрального языка на испанском

Гендерно-нейтральный язык — это совокупность стилевых приёмов, с помощью которых избегается указание на пол и гендер объекта речи. Гендерно-нейтральные конструкции используются, чтобы подчеркнуть равное отношение говорящего к мужчинам и женщинам, а в некоторых случаях — чтобы обратиться к людям с небинарной гендерной идентичностью. В рамках гендерно-нейтрального языка приветствуется отказ от использования местоимения «он» в абстрактных примерах, замена гендерно-специфичных названий профессий на гендерно-неспецифичные и другие языковые практики.
Родственным понятием по отношению к нейтрализации языка является инклюзия («включение»). Некоторые исследователи используют эти понятия как синонимы, другие — как два схожих, но всё-таки отличающихся подхода к речи. По мнению вторых, различие следующее: в то время как гендерно-нейтральный язык не указывает на гендер человека, о котором идёт речь, гендерно-инклюзивный язык подчёркивает равенство упомянутых гендеров. Так, «учащихся высших учебных заведений раньше называли схоларами» — это гендерно-нейтральная конструкция, а «студентов и студенток раньше называли схоларами» — гендерно-инклюзивная.
Языки, обладающие грамматической категорией рода, — в том числе русский — труднее привести к «нейтральному» виду. В таких случаях активисты скорее склонны использовать гендерно-инклюзивные (гендерно-специфичные), а не гендерно-нейтральные выражения.

## История
Идея о том, что сексизм может проявляться через речь, привлекла внимание феминисток в западноанглийских культурах в 1970-х годах. В 1978 году Национальный совет преподавателей английского языка опубликовал набор руководящих принципов по использованию «несексистских» терминов в языке; за этим последовали негативная реакция и дебаты о том, следует ли применять гендерно-нейтральный язык. В 1981 году феминистки Кейси Миллер (Casey Miller) и Кейт Свифт (Kate Swift) написали руководство по гендерно-нейтральному языку под названием The Handbook of Non-Sexist Writing, а в 1995 издание «Женская пресса» опубликовало книгу Маргарет Дойл (Margaret Doyle) под названием The A-Z of Non-Sexist Language. Эти руководства критиковалась за излишнюю сфокусированность на американском английском и недоступность для читателей, говорящих на британском диалекте английского. В 1984 году в гимне Австралии слово sons («сыны») было заменено на all («все»). В 1985 году Канадская корпорация по изучению религии приняла предложение включить во все последующие публикации «несексистский» язык. К 1990-м годах некоторые академические учреждения, такие как университет Стратклайда, начали использовать гендерно-нейтральные выражения. В 1999 году ЮНЕСКО выпустила своё руководство по гендерно-нейтральному языку.
В 2006 году феминистка-лингвист Дебора Кэмерон (Deborah Cameron) отмечала, что термин «несексисткий» ограничивает реформу языка и заставляет сфокусироваться только на сексизме, в ущерб борьбе с другими видами дискриминации в речи, такими как расизм и эйблизм. Помимо этого, активисты обращали внимание на то, что несексистский язык может поддерживать бинарную гендерную систему. Через использование несексисткой конструкции «он/она» (англ. he/she), по мнению транс-активистов, говорящий утверждает, что человек, о котором идёт речь, должен обязательно вписываться в одну из этих категорий — то есть быть или «им», или «ею».
В 2018 году штат Нью-Йорк заменил в законах слова fireman и policeman на нейтральные firefighter и police officer.

## Аргументы сторонников гендерно-нейтрального языка
Сторонники использования гендерно-нейтрального языка считают, что речь в нынешнем её состоянии является сексистской (или трансфобной) и что для достижения равенства следует изменить способ говорения. Иногда в поддержку своего взгляда они ссылаются на гипотезу лингвистической относительности. Существует ряд исследований, доказывающих, что текст, выдержанный в гендерно-нейтральном стиле, влияет на восприятие читателя и тот реже воспринимает описанного в тексте человека как мужчину; с другой стороны, есть также исследования, не показывающие этой корреляции.
В 1985 году Дуглас Хофштадтер написал сатирическое эссе A Person Paper on Purity in Language, в котором высмеял противников гендерно-нейтрального языка. Он сравнил постоянное подчёркивание пола через речь с постоянным подчёркиванием расовой принадлежности через речь, изобретя «расисткий язык».

## Критика гендерно-нейтрального языка
Гендерно-нейтральный язык может критиковаться как концепт, либо же его критики могут оппонировать лишь некоторым гендерно-нейтральным конструкциям.
Критики гендерно-нейтрального языка рассматривают его как чересчур сложный и неоправданный подход к речи. Они считают, что сторонникам гендерно-нейтрального языка стоит сфокусировать своё внимание на других формах дискриминации и бороться, например, с насилием над женщинами. Один из основных аргументов в пользу гендерно-нейтрального языка — что язык влияет на мышление — подвергается сомнению: в разных культурах женщины претерпевают сравнительно один и тот же уровень дискриминации, несмотря на гендерированность или негендерированность конструкций в языках этих культур.
В качестве ещё одного аргумента «против» используется апелляция к традициям: переписанные «нейтрально» классические тексты и исторические документы, а также «исправленный» фольклор воспринимаются противниками гендерно-нейтрального языка как нежелательные. По мнению к. филос. н. Константина Шарова, гендерно-нейтральные формулировки в переводах Библии искажают Слово Божье и вводят читателей в заблуждение.
Философ Дэвид Бенатар отмечает, что гендерно-нейтральный язык — это не единственный способ изменить сексистские установки в речи. Среди прочего, он предлагает вернуть слову man его изначально нейтральное значение и чередовать местоимения «он» и «она» в абстрактных примерах, не прибегая к выражению «он или она».
Некоторые противники гендерно-нейтрального языка ссылаются на свободу слова: они считают, что имеют право использовать те речевые конструкции, которые желают, и не должны подстраиваться под других. Так, психолог Джордан Питерсон охарактеризовал канадский законопроект Bill C-16, предполагающий наказание за намеренный мисгендеринг, как принуждение.
Наконец, противники гендерно-нейтрального языка могут не считать женщин равными с мужчинами и желать видеть отражение своего взгляда в речи. Они могут выражать свои взгляды на гендер, используя только «он» и «она». Колумнист Хэлен Левис (Helen Lewis) считает, что гендерно-нейтральное «беременные люди» вместо «беременные женщины» усложняет феминистскую борьбу, смещая фокус с женских проблем на общечеловеческие.

## Примеры

#### Местоимения и род глаголов
Во многих языках — в том числе в русском — некоторые личные местоимения и глагольные формы имеют гендерную окраску. Желающие выражаться гендерно-нейтральным языком могут избегать использования таких выражений или изобретать новые, нейтральные. В русском языке можно использовать настоящее время глагола вместо прошедшего, избегая тем самым гендерированных окончаний.
В английском языке гендерно-нейтральным местоимением третьего лица является they (реже: ze), а в шведском — hen. В русском аналогичную функцию может выполнять местоимение «они», используемое по отношению к одному человеку как местоимение единственного числа, местоимение «оно», чередование «он» и «она». Литературной нормой такое словоупотребление не является.
Формы написания через косую черту или скобки («он/а» — англ. s/he, «он(а)» — англ. (s)he) рекомендуется избегать, в частности, чтобы облегчить произношение и «включить» в речь небинарных людей.

#### Страдательный залог
В руководствах по гендерно-нейтральному языку рекомендуют использовать страдательный залог и безличные конструкции: «автор должен/должна предоставить доказательства» → «автору следует представить доказательства».

#### Замена синонимами
В рамках гендерно-нейтрального языка рекомендуется заменять поговорки и устойчивые выражения, до этого гендерированные, на нейтральные. В английском языке слово man используется равнозначно как по отношению к мужчинам, так и по отношению к людям любого пола. В гендерно-нейтральной речи избегается именование профессий или социальных ролей через слова с частью man; они заменяются на аналогичные по смыслу, к примеру, policeman → police officer. Другие слова, включающие в себя часть man, тоже «подлежат» изменению: man-made → synthetic. Также англофоны могут избегать использования феминативов (например, actress), вместо этого используя изначально «мужское» слово (например, actor) по отношению ко всем людям.
Обращения Mr. и Ms. предлагают заменять на иные: например, обращаться к школьному учителю не Ms. Surname, а Teacher Surname.
Русскоязычные активисты предлагают использовать гендергэпы, чтобы обозначать людей различных профессий и социальных ролей: по их мнению, такие речевые конструкции помогают обозначить свои взгляды, привлечь внимание к сексизму и трансфобии. К примеру, написание через нижнее подчёркивание («учитель_ница») или звёздочку («учитель*ница») иллюстрирует, что преподавателем может быть мужчина, женщина, интерсекс или небинарный человек. В русскоязычном пространстве гендергэпы критикуются как громоздкие и слишком сложные и не получили широкого распространения.

#### Симметрия
Гендерно-нейтральный язык предполагает не только грамматические, но и содержательные изменения в речи. По отношению к женщине следует использовать то же обращение, что и по отношению к мужчине; так, мужчина не «помогает [женщине] по дому», а выполняет работы по дому наравне с ней.

#### На русском языке
- Гриценко Е. С., Сергеева М. В., Лалетина А. О., Дуняшева Л. Г. Гендер в британской и американской лингвокультурах / под общ. ред. Е.С. Гриценко. — 4-е изд. — Москва: Флинта, 2016.
- Себрюк А. Н. Об учете андроцентризма и гендерной асимметрии в обучении современному английскому языку // Вестник Пермского национального исследовательского политехнического университета. Проблемы языкознания и педагогики. — 2017. — С. 75—85. — doi:10.15593/2224-9389/2017.1.8.

#### На английском языке
- Blaubergs, Maija S. An analysis of classic arguments against changing sexist language (англ.) // Women's Studies. — 1980. — Vol. 3. — P. 135—147. — doi:10.1016/S0148-0685(80)92071-0.
- Cameron, D. On Language and Sexual Politics (англ.). — London: Routledge, 2006. — ISBN 9780415373432.
- Kirey-Sitnikova, Y. Prospects and challenges of gender neutralization in Russian (англ.) // Russian Linguistics. — 2021. — P. 143–158. — doi:10.1007/s11185-021-09241-6.
- Parks, J. B., Roberton, M. A. Contemporary Arguments Against Nonsexist Language: Blaubergs (1980) Revisited (англ.) // Sex Roles. — 1998. — September (vol. 39). — P. 445–461. — doi:10.1023/A:1018827227128.
- Sczesny, S., Moser, F., Wood, W. Beyond Sexist Beliefs: How Do People Decide to Use Gender-Inclusive Language? (англ.) // Personality and Social Psychology Bulletin. — 2015. — 26 May. — P. 943—954. — doi:10.1177/0146167215585727.
- Vergoossen, H.P., Renström, E.A., Lindqvist, A. et al. Four Dimensions of Criticism Against Gender-Fair Language (англ.) // Sex Roles. — 2020. — 6 January. — P. 328—337. — doi:10.1007/s11199-019-01108-x.